# Avro 501
Die Avro 501 war ein Doppeldecker-Flugzeug des britischen Herstellers Avro.

## Allgemeines
Im Herbst 1912 verlegte Avro seine Produktion von Brooklands nach Shoreham. Grund war nicht zuletzt das wachsende Interesse von Avro an Wasserflugzeugen; Shoreham hatte einen Hafen. 
Und so entstand im November 1912 auf Basis der Avro 500 das Modell Avro 501, eine Maschine mit einem amphibischen Fahrwerk. Es bestand aus einem breiten, verhältnismäßig flachem Zentralschwimmer, in dem drei Räder eingebaut waren; so waren sowohl Wasser- als auch Landstarts und -landungen möglich. Außerdem waren an den Tragflächenspitzen Hilfsschwimmer zur zusätzlichen Stabilisierung angebracht. Die Abmessungen waren nur geringfügig größer als die der Avro 500.
Der Erstflug der 501 fand im Januar 1913 statt.
Die ersten Tests waren nicht zufriedenstellend, und so wurde der Zentralschwimmer durch einen Doppelschwimmer, nunmehr ohne Radfahrwerk, ersetzt. Ein zusätzlicher Heckschwimmer wurde direkt am Seitenruder angebracht und war somit lenkbar.
Nach Flugtests bei der britischen Marine bemängelte diese die zu schweren Schwimmer, akzeptierte die Maschine jedoch als Landflugzeug. So wurden die Schwimmer gegen ein Radfahrwerk ausgetauscht. 
Außerdem erfolgten weitere Umbauten, so wurden die vorher symmetrischen Querruder durch ungewöhnlich unsymmetrische und unförmige Ruder ersetzt. Dadurch wirkte das Flugzeug derart unförmig, dass es den Spitznamen „Rickety Ann“ (Klapprige Anne) erhielt.
Die Avro 501 blieb ein Einzelstück und gilt damit als Prototyp für die Avro 503.

## Technische Daten
| Kenngröße             | Daten                                                 |
| --------------------- | ----------------------------------------------------- |
| Besatzung             | 1                                                     |
| Passagiere            | 1                                                     |
| Länge                 | 10,06 m                                               |
| Spannweite            | 14,48 m (oben) 12,02 m (unten)                        |
| Höhe                  |                                                       |
| Flügelfläche          | ca. 44,4 m²                                           |
| Leermasse             | ca. 789 kg                                            |
| max. Startmasse       | ca. 1225 kg                                           |
| Höchstgeschwindigkeit | 88,5 km/h (Schwimmerversion) 104,6 km/h (Landversion) |
| Dienstgipfelhöhe      |                                                       |
| Reichweite            |                                                       |
| Triebwerke            | ein Gnome-Motor mit 75 kW (100 PS)                    |